# Aulonocara brevinidus
Aulonocara brevinidus è una specie di pesci della famiglia dei Ciclidi, che vive in Malawi, Mozambico, e Tanzania. Il suo habitat naturale sono i laghi di acqua dolce.